# Bolsa de Madrid
Bolsa de Madrid (Madrid-børsen) er den største og mest internationale af Spaniens fire regionale børser (de øvrige findes i Barcelona, Valencia og Bilbao), hvor der handles aktier, obligationer og andre værdipapirer. Bolsa de Madrid ejes af Bolsas y Mercados Españoles.

## Historie
Bolsa de Madrid blev officielt etableret i 1831 og har tilstede i den historiske 19. århundredes bygning Palacio de la Bolsa de Madrid.